# Richard Jarnhed
Richard Andreas Torbjörn Jarnhed, född 2 november 1972 i Tyresö, är en svensk regissör och manusförfattare inom film, TV och reklamproduktion.
År 1998 regisserade Richard Jarnhed sin första kortfilm och har därefter skrivit manus, regisserat och även producerat. År 2007 anlitades han för regiuppdrag på SVT och har sedan dess enbart regisserat och skrivit manus. Han har bland annat regisserat på TV-serierna Andra Avenyn, Svaleskär, (Re)volt, Arne Dahl, Svartsjön 2, Åreakuten och Dystopia. Som manusförfattare har han skrivit manus på ett antal kort- och novellfilmer, bland annat novellfilmen Res dej inte! och på TV-serierna Svartsjön 2 och Dystopia.